# Sallebœuf
Sallebœuf (Sala Beu en occitan) est une commune du Sud-Ouest de la France, située dans le département de la Gironde en région Nouvelle-Aquitaine.

## Géographie

### Localisation
Sallebœuf est une commune de l'aire d'attraction de Bordeaux et de son unité urbaine, située dans l'Entre-deux-Mers.

### Communes limitrophes
Les communes limitrophes sont Beychac-et-Caillau, Bonnetan, Camarsac, Loupes, Pompignac et Saint-Germain-du-Puch.
|           | Beychac-et-Caillau |                       |
| Pompignac | Sallebœuf          | Saint-Germain-du-Puch |
| Bonnetan  | Loupes             | Camarsac              |

### Climat
Pour des articles plus généraux, voir Climat de la Nouvelle-Aquitaine et Climat de la Gironde.
Historiquement, la commune est exposée à un climat océanique aquitain.  
En 2020, Météo-France publie une typologie des climats de la France métropolitaine dans laquelle la commune est exposée à un climat océanique et est dans la région climatique  Aquitaine, Gascogne, caractérisée par une pluviométrie abondante au printemps, modérée en automne, un faible ensoleillement au printemps, un été chaud (19,5 °C), des vents faibles, des brouillards fréquents en automne et en hiver et des orages fréquents en été (15 à 20 jours).
Pour la période 1971-2000, la température annuelle moyenne est de 12,6 °C, avec une amplitude thermique annuelle de 14,5 °C. Le cumul annuel moyen de précipitations est de 851 mm, avec 11,7 jours de précipitations en janvier et 7 jours en juillet. Pour la période 1991-2020, la température moyenne annuelle observée sur la station météorologique la plus proche, située sur la commune de Cadaujac à 14 km à vol d'oiseau, est de 13,8 °C et le cumul annuel moyen de précipitations est de 918,3 mm,. Pour l'avenir, les paramètres climatiques de la commune estimés pour 2050 selon différents scénarios d’émission de gaz à effet de serre sont consultables sur un site dédié publié par Météo-France en novembre 2022.

## Urbanisme

### Typologie
Au 1er janvier 2024, Sallebœuf est catégorisée bourg rural, selon la nouvelle grille communale de densité à sept niveaux définie par l'Insee en 2022.
Elle appartient à l'unité urbaine de Bordeaux, une agglomération intra-départementale regroupant 73  communes, dont elle est une commune de la banlieue,,. Par ailleurs la commune fait partie de l'aire d'attraction de Bordeaux, dont elle est une commune de la couronne,. Cette aire, qui regroupe 275 communes, est catégorisée dans les aires de 700 000 habitants ou plus (hors Paris),.

### Occupation des sols

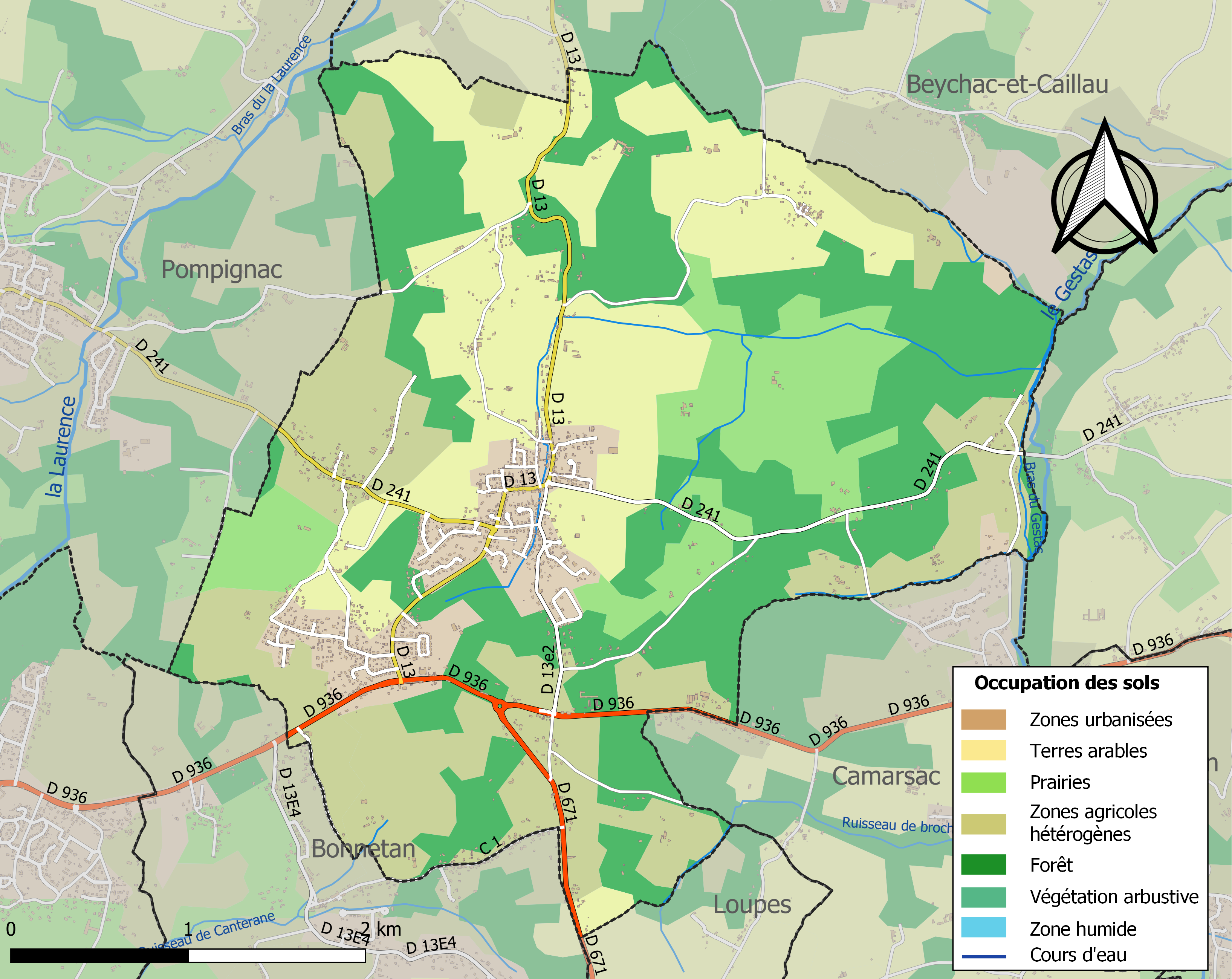
Carte des infrastructures et de l'occupation des sols de la commune en 2018 (CLC).

L'occupation des sols de la commune, telle qu'elle ressort de la base de données européenne d’occupation biophysique des sols Corine Land Cover (CLC), est marquée par l'importance des territoires agricoles (59,8 % en 2018), en diminution par rapport à 1990 (64,7 %). La répartition détaillée en 2018 est la suivante : 
forêts (32,3 %), zones agricoles hétérogènes (24,6 %), cultures permanentes (23,9 %), prairies (11,3 %), zones urbanisées (7,8 %), espaces verts artificialisés, non agricoles (0,2 %). L'évolution de l’occupation des sols de la commune et de ses infrastructures peut être observée sur les différentes représentations cartographiques du territoire : la carte de Cassini (XVIIIe siècle), la carte d'état-major (1820-1866) et les cartes ou photos aériennes de l'IGN pour la période actuelle (1950 à aujourd'hui).

### Voies de communication et transports
La commune est accessible par la route départementale 936 (ancienne route nationale 136) de Bordeaux à Castillon-la-Bataille.

### Risques majeurs
Le territoire de la commune de Sallebœuf est vulnérable à différents aléas naturels : météorologiques (tempête, orage, neige, grand froid, canicule ou sécheresse), mouvements de terrains et séisme (sismicité faible). Un site publié par le BRGM permet d'évaluer simplement et rapidement les risques d'un bien localisé soit par son adresse soit par le numéro de sa parcelle.
Les mouvements de terrains susceptibles de se produire sur la commune sont des tassements différentiels.

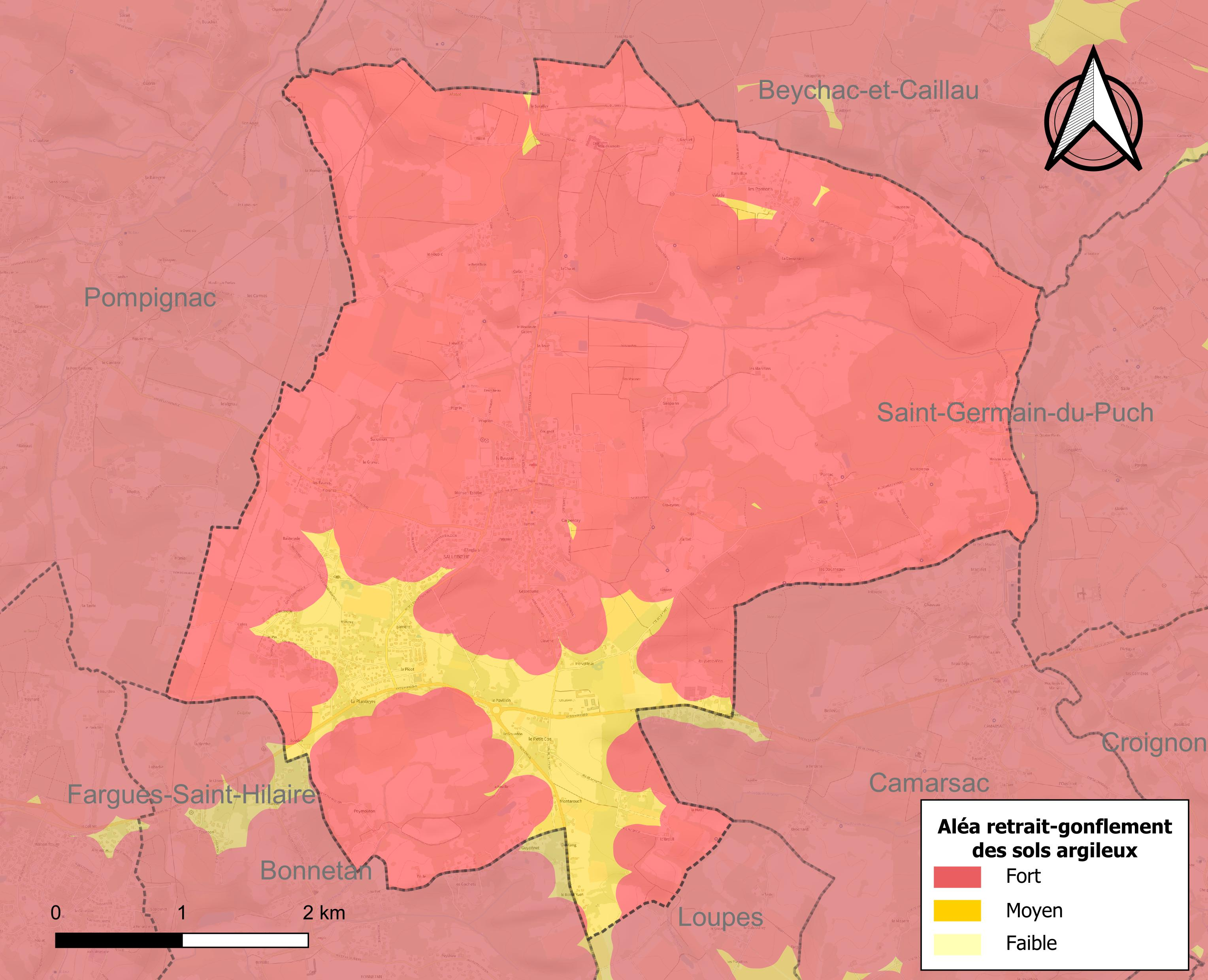
Carte des zones d'aléa retrait-gonflement des sols argileux de Sallebœuf.

Le retrait-gonflement des sols argileux est susceptible d'engendrer des dommages importants aux bâtiments en cas d’alternance de périodes de sécheresse et de pluie. La totalité de la commune est en aléa moyen ou fort (67,4 % au niveau départemental et 48,5 % au niveau national). Sur les 1 025 bâtiments dénombrés sur la commune en 2019,  1 025 sont en aléa moyen ou fort, soit 100 %, à comparer aux 84 % au niveau départemental et 54 % au niveau national. Une cartographie de l'exposition du territoire national au retrait gonflement des sols argileux est disponible sur le site du BRGM,.
La commune a été reconnue en état de catastrophe naturelle au titre des dommages causés par les inondations et coulées de boue survenues en 1982, 1983, 1999, 2009, 2014 et 2021, par la sécheresse en 1989, 1990, 1992, 2003, 2005 et 2011 et par des mouvements de terrain en 1999.

## Toponymie
Le toponyme Sallebœuf peut être interprété comme un composé de Salle qui désigne en ancien français un château et de Bœuf dérivant de l'anthroponyme germanique Bovo ou Buovo. Sallebœuf serait donc le « château d'un dénommé Bovo ».
Cette hypothèse anthroponymique de bœuf est notamment soutenue par le toponymiste Raymond Schmittlein. Elle s'oppose à l'interprétation de nombreux toponymes normands en -beuf / -bœuf dont l'origine est quant à elle norroise à partir de búð / bóð (« cabane, habitation ») ou de býr (« établissement »).
La graphie occitane de la commune est Sala Beu.

## Histoire
Une prospection réalisée en 2002 sur le site de la place Carnot a révélé une nécropole mérovingienne témoignant d'une occupation du site au cours du VIIe siècle et du VIIIe siècle. Cette nécropole était constituée de neuf sarcophages dont trois sarcophages monolithes (un à bâtière et deux coffres anthropomorphes avec logette céphalique).
À la Révolution, la paroisse Saint-Cyr-et-Sainte-Juliette de Sallebœuf forme la commune de Sallebœuf.
Gustave Eiffel, a vécu à Sallebœuf, au Château Vacquey qu'il a augmenté d'un étage.

## Politique et administration

### Rattachements administratifs et électoraux
La commune de Sallebœuf appartient à l'arrondissement de Bordeaux. À la suite du découpage territorial de 2014 entré en vigueur à l'occasion des élections départementales de 2015, la commune demeure dans le canton de Créon remodelé,. Sallebœuf fait également partie de la communauté de communes des Coteaux Bordelais, membre du pays du Cœur de l'Entre-deux-Mers.

### Liste des maires
| Période                                  | Période        | Identité                    | Étiquette | Qualité                                    |
| ---------------------------------------- | -------------- | --------------------------- | --------- | ------------------------------------------ |
| 1790                                     | 1792           | Antoine Dutemple            |           | Nommé par le préfet                        |
| 1792                                     |                | Jean Cailleau               |           | Premier maire élu                          |
| Les données manquantes sont à compléter. |                |                             |           |                                            |
| 1838                                     | 9 Janvier 1851 | Charles Gardère             |           | Propriétaire                               |
| 1851                                     | 28 Mai 1854    | Pierre De Vassal De Sineuil |           | Propriétaire                               |
| 28 Mai 1854                              | 1870           | Ambroise Bès                |           | Fabricant d'étoffe de soie et propriétaire |
| 1870                                     | 1871           | Joseph Larobertie           |           | Notaire                                    |
| 19 Février 1871                          | 14 Mai 1871    | Pierre Savariau             |           | Propriétaire                               |
| 1871                                     | 1878           | Ambroise Bès                |           | Fabricant d'étoffe de soie et propriétaire |
| 1879                                     | 1881           | Emile Lerou                 |           | Propriétaire                               |
| Les données manquantes sont à compléter. |                |                             |           |                                            |
| 1900                                     | 1904           | Edouard Eiffel              |           |                                            |
| Les données manquantes sont à compléter. |                |                             |           |                                            |
| 1945                                     | 1946           | Louis Venot                 |           |                                            |
| Les données manquantes sont à compléter. |                |                             |           |                                            |
| 1953                                     | 1965           | Georges Rivière             |           |                                            |
| 1965                                     | 1983           | Roger Berlureau             |           |                                            |
| 1983                                     | mars 1989      | Daniel Castelnerac          |           |                                            |
| mars 1989                                | mars 2001      | Alban Téchoueyres           |           |                                            |
| mars 2001                                | 2020           | Marc Avinen                 | DVD       | Directeur d'EHPAD                          |
| 2020                                     | En cours       | Nathalie Maviel             |           |                                            |

## Démographie
Les habitants de Sallebœuf sont appelés les Sallebœuvois.
| 1793 | 1800 | 1806 | 1821 | 1831 | 1836 | 1841 | 1846 | 1851 |
| ---- | ---- | ---- | ---- | ---- | ---- | ---- | ---- | ---- |
| 666  | 613  | 670  | 594  | 680  | 647  | 612  | 647  | 670  |

| 1856 | 1861 | 1866 | 1872 | 1876 | 1881 | 1886 | 1891 | 1896 |
| ---- | ---- | ---- | ---- | ---- | ---- | ---- | ---- | ---- |
| 662  | 699  | 711  | 712  | 688  | 676  | 676  | 639  | 639  |

| 1901 | 1906 | 1911 | 1921 | 1926 | 1931 | 1936 | 1946 | 1954 |
| ---- | ---- | ---- | ---- | ---- | ---- | ---- | ---- | ---- |
| 669  | 714  | 632  | 567  | 545  | 579  | 572  | 717  | 642  |

| 1962 | 1968 | 1975  | 1982  | 1990  | 1999  | 2004  | 2006  | 2009  |
| ---- | ---- | ----- | ----- | ----- | ----- | ----- | ----- | ----- |
| 700  | 741  | 1 085 | 1 602 | 1 714 | 1 926 | 1 929 | 1 980 | 2 168 |

| 2014  | 2019  | 2022  | - | - | - | - | - | - |
| ----- | ----- | ----- | - | - | - | - | - | - |
| 2 216 | 2 630 | 2 771 | - | - | - | - | - | - |

## Culture locale et patrimoine

### Lieux et monuments
- Le domaine du Rivalet, ancienne maison noble du Vacquey, construit durant la 1re moitié du XVIIe siècle, racheté en 1896 par Gustave Eiffel qui y installa un observatoire météorologique, a été partiellement inscrit au titre des monuments historiques en 1993[31],[32].

Château du Vacquey
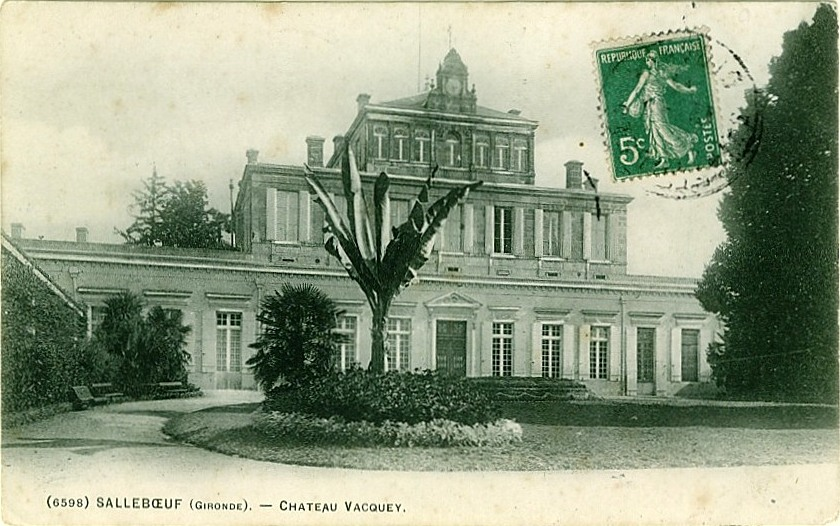
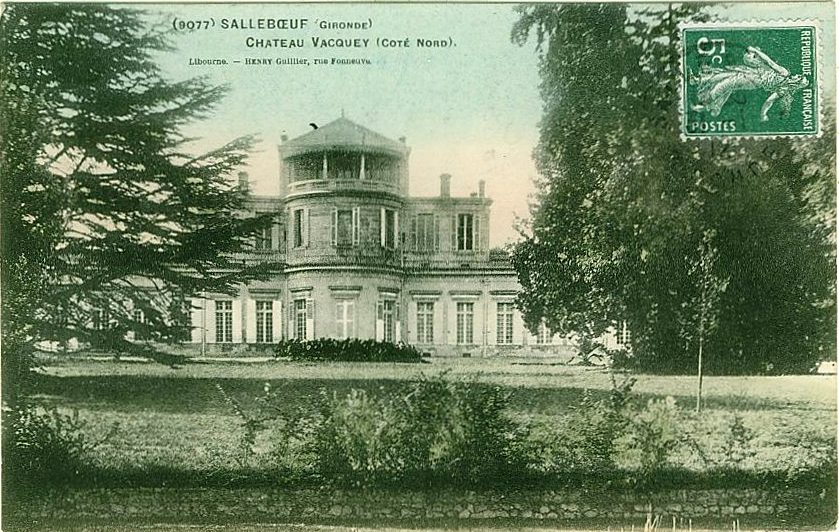
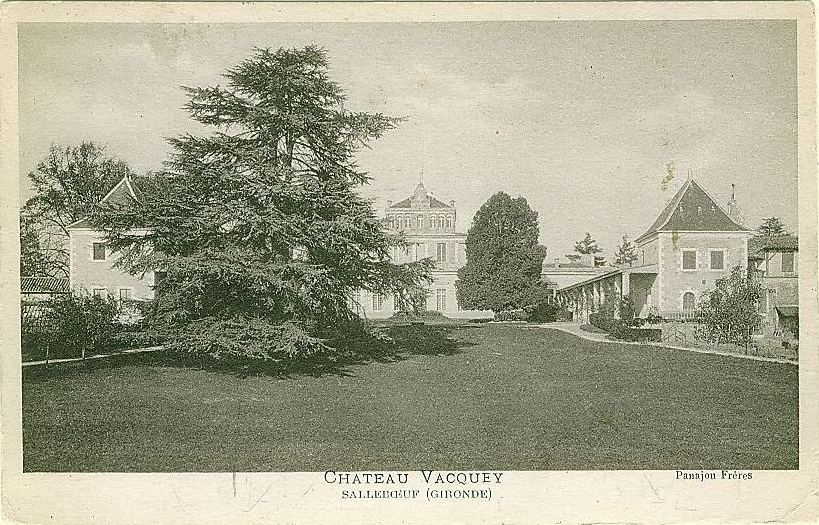
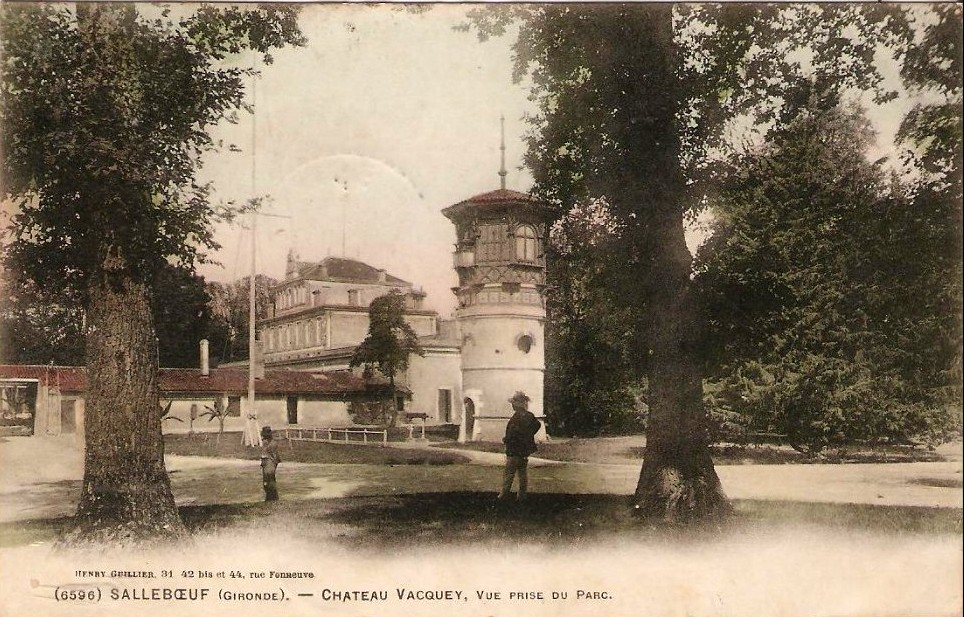
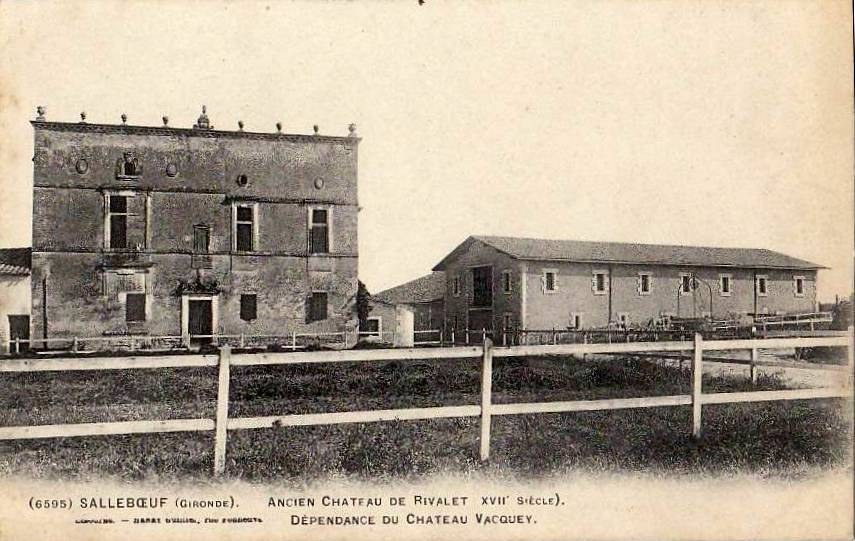

- Château Pey La Tour.

#### Les églises
- Église Sainte-Marie de Sallebœuf[33].
- Église Saint-Cyr, Sainte-Julitte de Sallebœuf, démolie en 1865[34].
- Église Saint-Vincent de Sallebœuf.

### Personnalités liées à la commune
- Gustave Eiffel, propriétaire du domaine du Rivalet et cheval.

### Sallebœuf autrefois

Le bourg
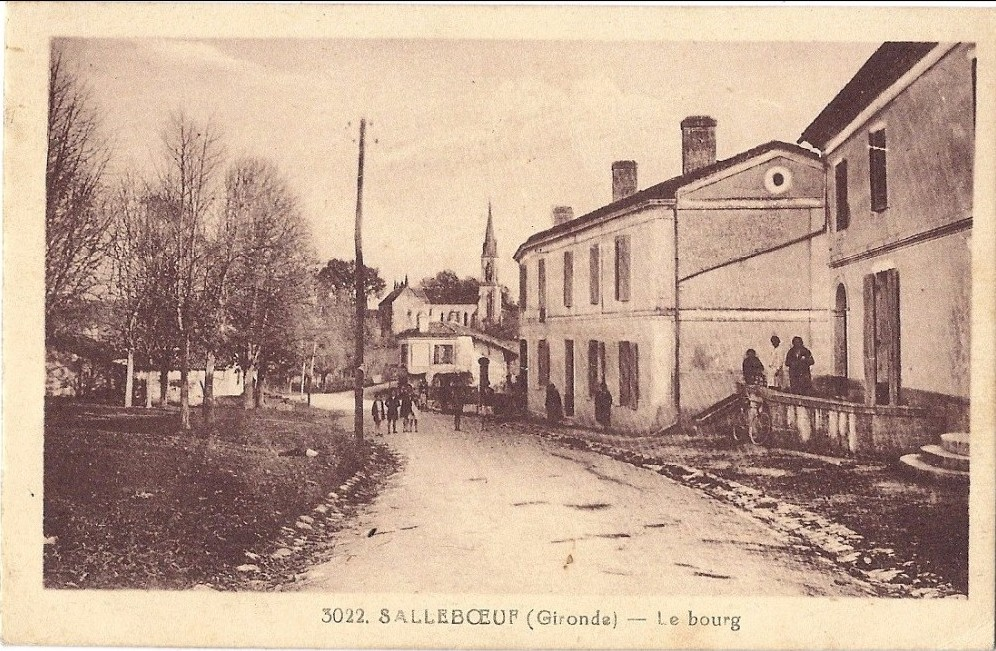
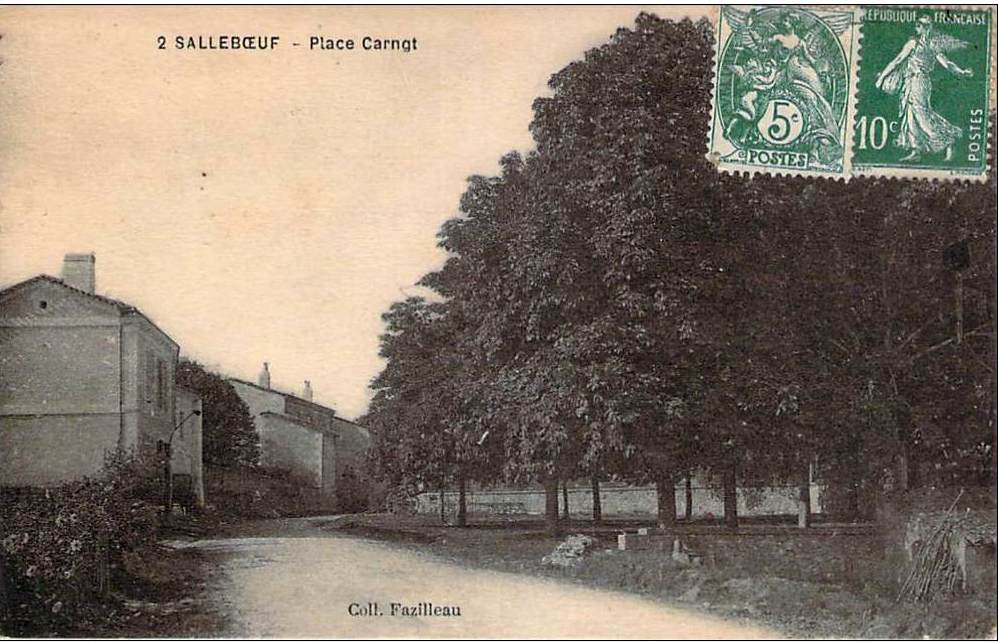
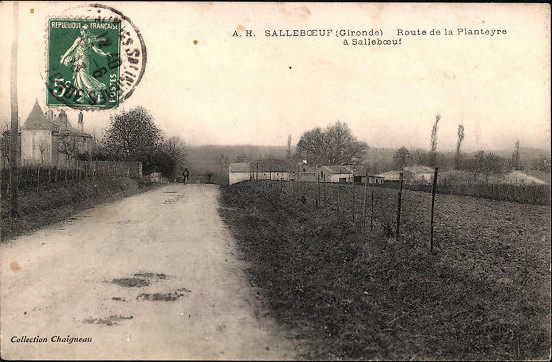
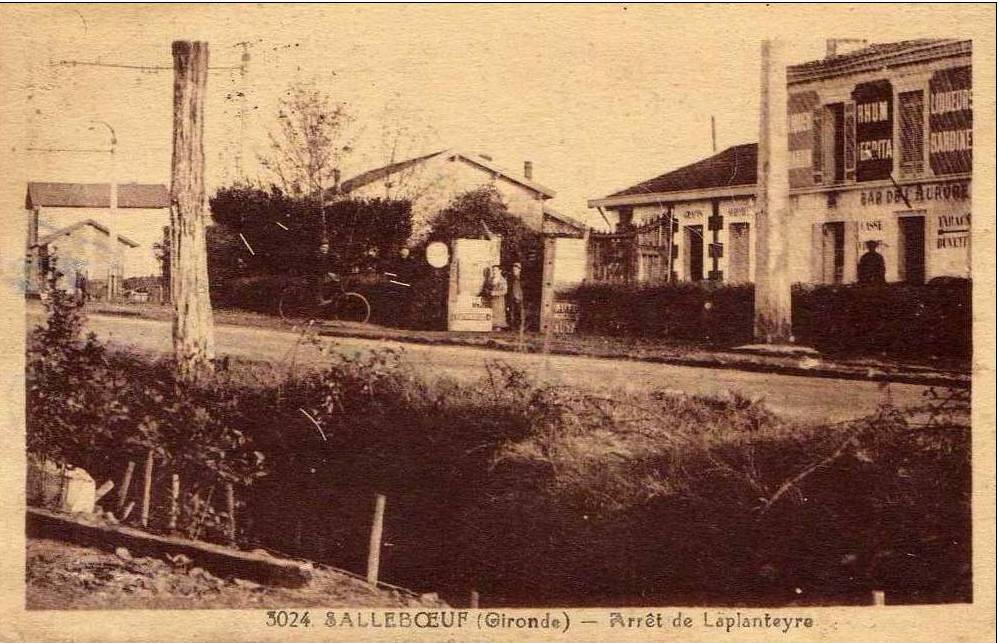
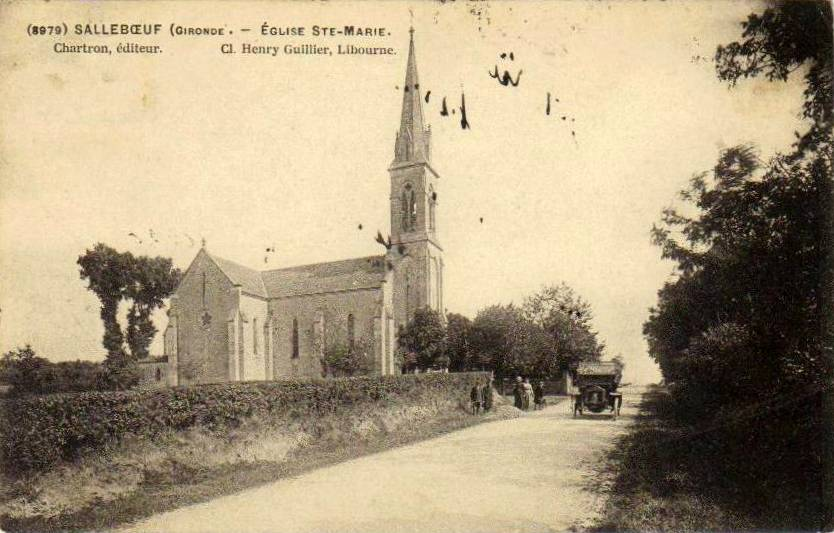
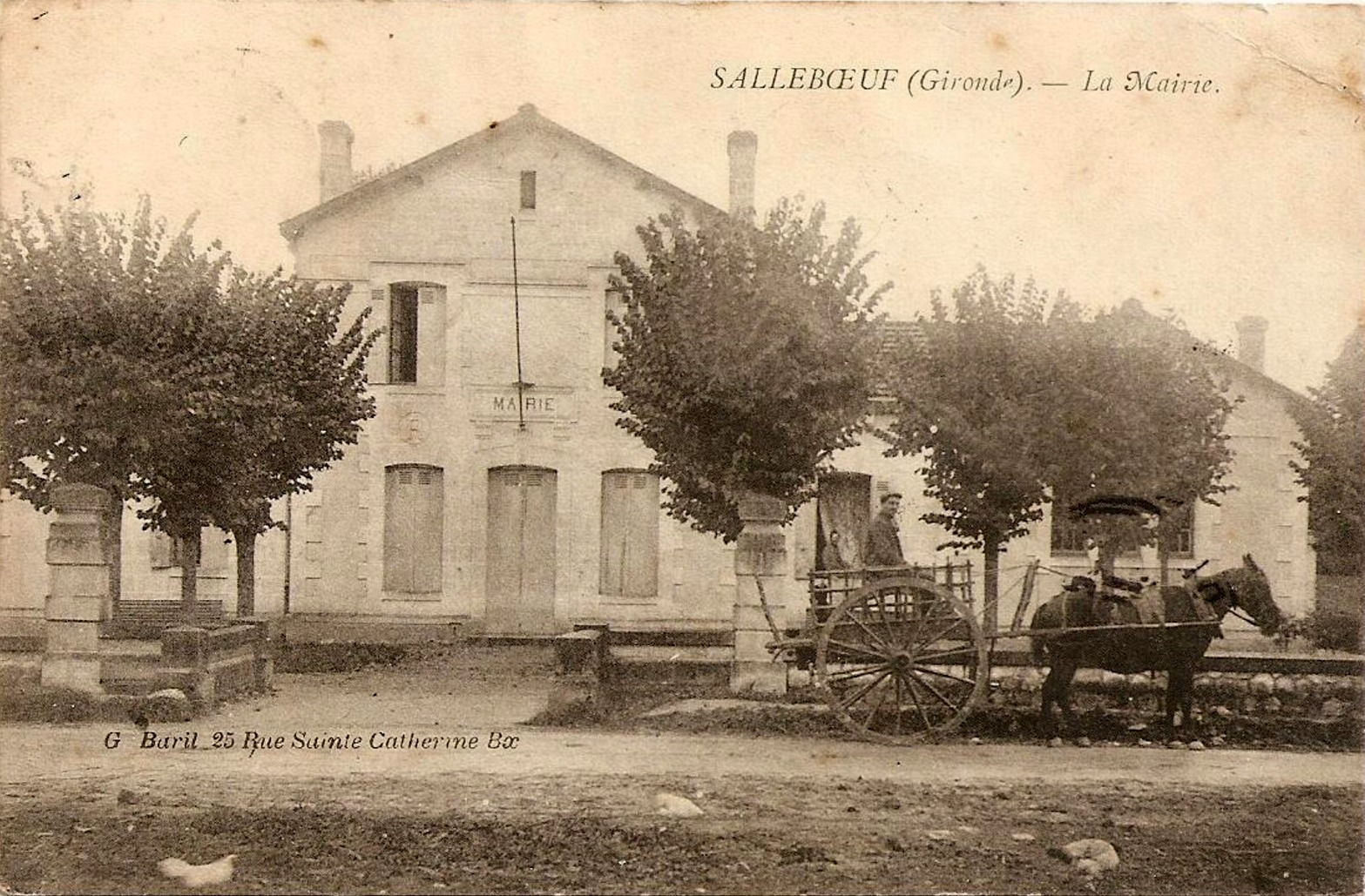

### Héraldique
| Blason de Sallebœuf | Blason  | D'azur à la bande de gueules chargée d'un lion léopardé d'or, accompagnée, en chef, d'une tour portillée d'argent, perronnée de deux marches et maçonnée de sable, et en pointe, d'une grappe de raisin de pourpre, tigée et feuillée d'une pièce de sinople. |
| Blason de Sallebœuf | Détails | statut officiel, présent sur le site internet de la commune. |